# Zosimo Brambat
Zosimo Brambat OCist (* vor 1780 in Mailand; † 16. Mai 1799 in Casamari, Veroli, Italien) war ein italienischer Konverse des Klosters Casamari und Märtyrer. Er wird in der römisch-katholischen Kirche als Seliger verehrt.

## Leben
Brambat kam Ende 1792 in die Abtei Casamari, wo er zwei Jahre als Oblate lebte, im November 1794 das Noviziat als Konverse begann und am 20. November 1795 die einfache Profess ablegte. Am 13. Mai 1799 drangen circa 20 Soldaten der französischen Revolutionsarmee bei ihrem Durchmarsch in die Abtei Casamari ein, um sie zu plündern. Brambat wurde von den Soldaten lebensgefährlich verletzt. Nach drei Tagen in einem Versteck starb er an seinen Verwundungen, als er nach Boville Ernica ging, um die Krankensalbung zu empfangen. Die Soldaten ermordeten insgesamt fünf weitere Mönche von Casamari. Brambat wurde in der Abteikirche von Casamari begraben.

## Verehrung und Seligsprechung
Am 26. Mai 2020 sprach Papst Franziskus Brambat und fünf weitere Märtyrer von Casamari den sogenannten heroischen Tugendgrad zu. Am 17. April 2021 wurde Brambat mit seinen fünf Leidensgenossen durch Marcello Semeraro, Präfekt der Kongregation für die Selig- und Heiligsprechungsprozesse, seliggesprochen, der in seiner Predigt die Märtyrer als „Zeugen der Liebe Jesu“ bezeichnete.